# The Mistake
«The Mistake» (titulado «El error» en Argentina y España y «Un pequeño error» en México) es el octavo episodio de la segunda temporada de la serie norteamericana House M. D.. Fue estrenado el 29 de noviembre de 2005 en Estados Unidos y emitido el 16 de mayo de 2006 en España.
Kayla asiste a una función escolar donde actúan sus hijas cuando siente un fuerte dolor abdominal y es atendida por el equipo de House. El caso ha pasado hace meses, pero una demanda por negligencia médica contra House y Chase, en el caso de Kayla, hace que los acontecimientos se revivan una y otra vez, según las distintas versiones que los protagonistas van exponiendo a Stacy cuando los prepara para su defensa. Al final Foreman es designado supervisor durante un mes. Chase recibe la noticia de la muerte de su padre.

## Sinopsis

### Caso principal
El caso principal está relatado de manera retrospectiva, de modo que la atención médica del mismo se superpone con la investigación del mismo caso que realiza el comité médico para establecer si existió mala praxis por parte de Chase y House.
Kayla es una joven madre con dos hijas pequeñas que sufre un ataque de mucho dolor abdominal. El equipo de House diagnostica síndrome de Behcet, una enfermedad crónica autoinmune, que se trata con medicamentos. En una consulta no programada, Kayla recurre a Chase, quien le confirma la afección y la manda a recibir el tratamiento, pero no atiende la mención de la mujer sobre que le seguía doliendo el abdomen, síntoma que obedecía a una úlcera péptica y que debido a la falta de atención se perforó dañando irreversiblemente el hígado. Necesitó un trasplante de hígado de urgencia y como su tipo de sangre era raro, el donante fue su propio hermano, que logró la aprobación sobornando a funcionarios y profesionales. House por su parte, chantajeó al cirujano para que realizara el trasplante.
Poco después Kayla muestra nuevos síntomas. Padece una hepatitis C y un cáncer de hígado (hepatoma) que le fue transferido con la porción de hígado de su hermano. Pero como ella recibe inmunosupresores para evitar el rechazo, las enfermedades se desarrollan rápidamente causándole la muerte en pocas semanas.
Al morir Kayla, Chase no puede con la culpa que siente, y le dice al hermano que él la mató, porque no la atendió cuando ella se quejó del dolor que le causaba la úlcera, como debió haber hecho. Enfurecido con Chase, el hermano de Kayla demanda al hospital y denuncia al médico. House descubrirá que Chase había recibido la noticia de la muerte de su padre pocos minutos antes de atender inadecuadamente a la mujer. Chase no lo había contado a nadie.
El comité establece que Chase cometió una mala praxis que terminó en la muerte de la paciente, pero atenúa considerablemente la negligencia, teniendo en cuenta su situación emocional causada por la noticia de la muerte de su padre. Lo sanciona con una semana de suspensión. Pero House también resulta sancionado, debido al chantaje para obtener la operación y sus antecedentes, imponiéndosele la obligación de ser médicamente supervisado durante un mes.

### Atención clínica de rutina
House detesta realizar atención clínica de rutina porque lo aburre la ausencia de problemas médicos graves y complejos. En este capítulo atiende a una persona que no tiene seguro médico y presenta baja oxigenación y un raro sonido en los pulmones. House le cuenta una historia "ficticia" acerca de un paciente con los mismos síntomas (haciéndole creer que se trata de él), quien presentaría un cuadro de Fibrosis pulmonar idiopática y que, al no tener seguro médico, un trasplante le costaría una suma muy alta de dinero, además que tendría dificultades para ser atendido en un hospital. Luego House confesará que el paciente solo tiene un Resfriado común y que lo que hizo fue para que considere contratar un seguro.

### Relaciones entre los personajes
Chase se entera de que su padre ha muerto. Dos meses antes de su muerte Chase se había reconciliado con su padre, después de años sin tratarse, pero éste no le contó que sufría cáncer de pulmón terminal (ver "Cursed").
House y Stacy mantienen una relación muy tensa, luego de que ella se enterara en el capítulo anterior que él había leído clandestinamente su expediente psicoterapéutico. Sin embargo la tensión emocional entre ellos sigue viva.
Al final el capítulo, el Dr. Foreman es nombrado por Lisa Cuddy para supervisar a House, durante el siguiente mes, a fin de cumplir la decisión del comité médico.

## Diagnóstico
Síndrome de Behcet y úlcera péptica no atendida. Luego hepatitis C y hepatocarcinoma derivado de un trasplante de hígado.